# Збиральна майстерня з брамою

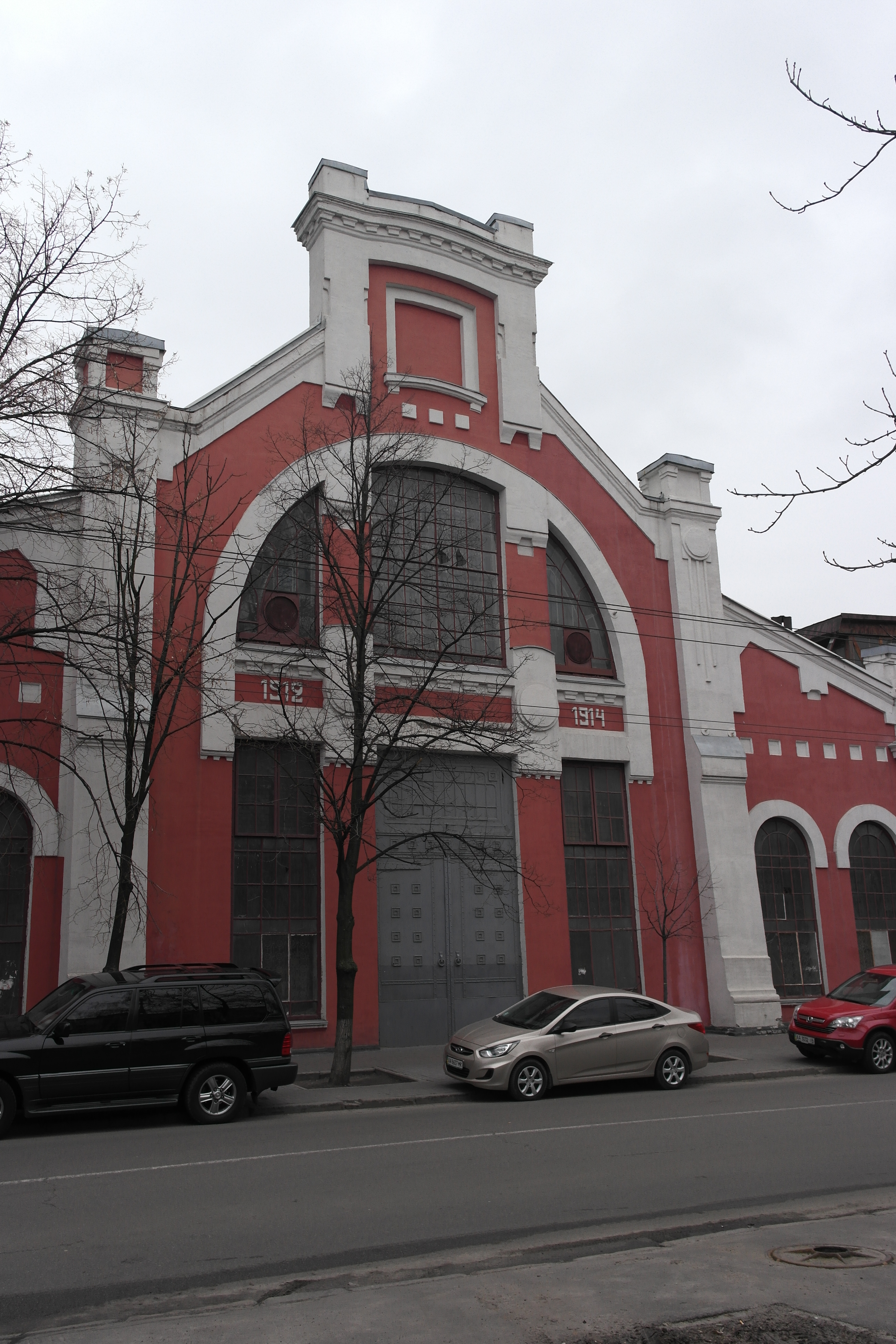
Збиральна майстерня з брамою (корпус № 12)

Збиральна майстерня з брамою (корпус № 12) — промислова будівля початку XX століття, зведена в Києві у 1912–1914 роках як частина комплексу колишнього заводу «Арсенал» (нині — територія заводу «Арсенал» або «Мистецький арсенал»). Розташована в Печерському районі столиці, Київ, вул. Князів Острозьких (Московська), 2—8, літ. 1-В. 

## Історія
Будівля збиральної майстерні була збудована в 1912–1914 роках у межах масштабної модернізації Київського арсенального заводу — одного з найстаріших військово-промислових підприємств України, заснованого ще в XVIII столітті. У цей період завод активно розширював виробничі потужності, відповідаючи на зростаючі потреби Російської імперії в озброєнні напередодні Першої світової війни.
Корпус № 12 виконував функцію збиральної майстерні, де здійснювалось остаточне складання елементів озброєння, зокрема артилерійських систем. Особливістю будівлі є наявність монументальної брами, яка слугувала і в’їзною аркою, і естетичним акцентом промислової архітектури того часу.
Архітектор будівлі наразі не встановлений. Стилістично споруда належить до промислової архітектури початку XX століття, для якої характерні функціональність, лаконічність форм та використання промислових будівельних матеріалів.

## Архітектура
Корпус виконаний у стилі індустріального модерну, що був характерним для заводського будівництва початку XX століття. Цегляна кладка, великі аркові прорізи, функціональне зонування простору та збереження симетрії — все це створює образ, який поєднує інженерну раціональність і архітектурну виразність.
Брама корпусу № 12 — одна з візуальних домінант комплексу, і сьогодні часто фігурує на фотографіях колишнього заводу «Арсенал».
Характерними елементами є:
- Прості геометричні форми.
- Функціональне планування, орієнтоване на виробничий процес.
- Використання цегли як основного будівельного матеріалу.
- Великі віконні прорізи для забезпечення природного освітлення робочого простору.
- Наявність брами, що є важливим елементом для завантаження та розвантаження.

## Сучасний стан
Після припинення основної виробничої діяльності арсенального заводу частина його території була передана для культурних потреб. Упродовж 2000-х років відбувається поступова реконцепція простору: на основі деяких корпусів працює мистецький центр «Мистецький арсенал», функціонують коворкінги, виставкові та комерційні майданчики.
Станом на 2024 рік корпус № 12 є об’єктом історико-архітектурної спадщини, але потребує реставраційних робіт.

## Значення
Збиральна майстерня з брамою (корпус № 12) — цінний приклад промислової архітектури Києва початку XX століття. Це свідчення технічного прогресу та урбаністичного розвитку доби, а також елемент важливої історичної пам’яті про арсенальський завод як ключове підприємство військово-промислового комплексу України.